# 福島県立喜多方高等学校

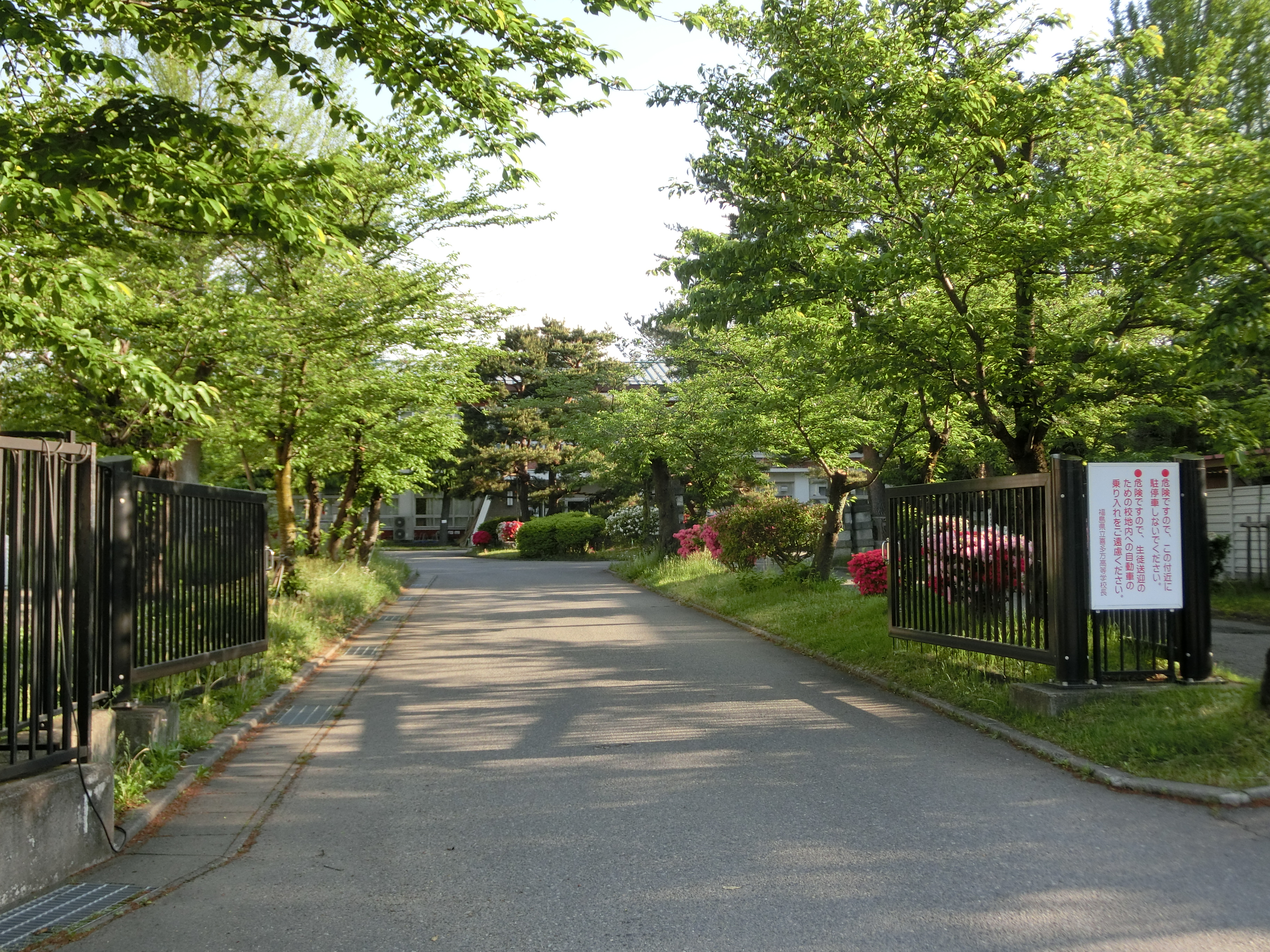
校門から（2016年）

福島県立喜多方高等学校（ふくしまけんりつ きたかたこうとうがっこう）は、福島県喜多方市にある県立高等学校。「旧制喜多方中学校」の後身である戦後 "新制" の県立高等学校であったが、2021年より「旧制喜多方高等女学校」の後身である福島県立喜多方東高等学校（2000年共学化までの名称は喜多方女子高等学校）と同等合併して校名を同じく喜多方高等学校と定めた令和 "新生" の県立高等学校である。
なお、源流となった旧制喜多方中学校は1918年に福島県立中学校として県内6番目に、旧制喜多方高等女学校は1928年に福島県立高等女学校として県内8番目に設立された。両校は、福島県では比較的長い伝統を誇っており、地元ならびに首都圏での同窓意識は高い。

## 設置学科
- 全日制課程
  - 普通科

一時期、農業科、英語科も設置されていた。

## 沿革
- 1918年4月 - 福島県立喜多方中学校として創立。
- 1948年4月 - 学制改革に伴い、福島県立喜多方高等学校となる。

　新潟県からの越境入学者もあった1950年代から1960年代、更に1970年代の初めまでは東京大学入学者をほぼ毎年出しており、1953年には4人が合格し、会津高等学校より多かったり同数だったりしたことは1950年代から1960年代に何度かあった。その頃、東北大学は二桁合格も。
- 2021年4月 - 喜多方東高等学校と統合し[4]、単位制高校に改編[5]。校歌を小田和正作曲の楽曲に変更[6][7]。

## 校章
旧制中学時代は五弁の桜花の中に「中」を入れたものであった。現在の校章は昭和23年新制高校の発足にあたって公募した。応募作品の中から当時の美術教師竹内博が選定し、職員の意見も取り入れ決定したものである。桜花を三つ合わせて「桜壇」を象徴させ三つの桜花がそれぞれ、真・善・美の追求、知・徳・体の達成、智・情・意の完成を表している。

## 校歌・応援歌

### 校歌
喜多方高等学校と喜多方東高等学校（旧喜多方女子高等学校、旧制喜多方女学校）が2021年（令和3年）4月1日に統合されるにあたり、小田和正作曲で歌詞は両校生徒の作『桜並木をたどり』となった。しかし、旧喜多方高等学校の校歌は北村賢瑞作詞・作曲者不詳の『会津の原は雄大に』の歌い出しで始まる校歌である。この校歌は旧制喜多方中学校時代からの校歌で、新制高等学校にそのまま引き継がれた稀有な例であると言われてきた。理由としては、歌詞中に中学校という言葉がなく高等学校でも通用したこと、一般の旧制中学校歌にしばしば含まれる軍国主義的文言が一切なかったことの二つが挙げられる。すなわち、戦後の日本でも歌詞を改変することなく歌うことが可能であった校歌であったと言える。
なお、1907年（明治40年）に旧制北海道庁立旭川中学校（現北海道旭川東高等学校）の教諭であった塩田弓吉が同校のために作詞・作曲した『突兀七千有余尺の歌』との類似性が指摘されている。ただ、類似しているのは2番と7番の歌詞であって他は異なる。また、伝えられるように北村が塩田の旧制旭川中学校の同僚であったとすれば塩田は当時同校の習字・図画の教師であるから、もともと国漢（国語・漢文）教師である北村との共作あるいは援助があったと推定することも可能である。大雪山系も飯豊連峰も「七千有余尺」すなわち2,000メートル前後の標高であることは偶然の一致と言えよう。
・旧喜多方高等学校歌 作詞：北村賢瑞、作曲者：不詳

### 応援歌
秋まだ浅き桜檀　作詞・作曲未詳

　　秋まだ浅き桜檀　　　　　　　　　　/「春」ではない「秋」

　　会陽の地は熱くして　　　　　　　　/会陽（かいよう）　　　　

　　血潮高鳴る若人の　　　　

　　意気を示すはこの時ぞ　　

　　血潮高鳴る若人の　　　　

　　意気を示すはこの時ぞ　　

　　フレーフレーフレー　　　

　　喜高！　　　　　　　　　

### もう一つの伝統：喜多方女子高等学校および喜多方東高等学校　校歌・応援歌
喜多方女子高等学校校歌と短い間ではあったが喜多方東高等学校にはそれぞれ別の校歌があり、応援歌もあった。
　　　　喜多方女子高等学校校歌「朝日夕日にそびえて立てる」葛原しげる 作詞・粱田 貞 作曲

　　　　同校　応援歌　　　　　「力みなぎる我が校の」作詞・作曲未詳
　　　　喜多方東高等学校校歌　「飯豊連峰空に映え」小川茂正 作詞・岡部富士夫 作曲

## 部活動
- 運動部：野球・バドミントン・水泳・ソフトテニス・剣道・ボート・卓球・バレーボール・サッカー・バスケット・陸上競技・弓道
- 文化部：自然科学・美術・合唱・茶道・調理・インターアクト

## 進路概況
- 国公立大学の合格者数は、例年20人程度である。

## 交通
- JR磐越西線喜多方駅

## 著名な出身者（一時在籍を含む）
本人の単独記事のない人物（赤リンクまたはリンクなし）」の掲載は出身の確認もできず好ましくありません（Wikipedia‐ノート:赤リンク参照）。本人が立項されている人物のみを追加してください。

### 旧 喜多方高等学校（2021年3月卒まで）ならびに 旧制 喜多方中学校 出身
- 鈴木隆 - 作家、代表作「けんかえれじい」
- 上原康樹 - NHK盛岡放送局アナウンサーを経て、岩手県議会議員
- 東條昭平 - 特撮テレビドラマ監督、演出家
- 田中智 - ファッションモデル
- 本多修郎 - 哲学者、東北大学教授
- 手代木渉 - 獣医師、生物学者、弘前大学教授・学長
- 花見弘平 - 海軍中佐（後のアメリカ合衆国大統領となる米国海軍中尉ジョン・Ｆ・ケネディ魚雷艇長を海に沈めた男）、後に塩川町長
- 高畑辰雄 - 海軍少佐、582空艦爆隊長
- 風間万年 - 海軍少佐、神風特別攻撃隊旭日隊指揮官
- 倉林明子 - 日本共産党参議院議員、京都選挙区選出
- 飯野陽一郎 - 喜多方市長
- 白井英男 - 喜多方市長
- 山口信也 - 喜多方市長
- 遠藤忠一 - 喜多方市長
- 蓮沼喜文 - 合唱指揮者
- 佐藤美樹 - フリーアナウンサー
- 伊藤茉央 - プロ野球選手、中日ドラゴンズ所属
- 五十嵐博 - 株式会社電通グループ取締役代表執行役社長CEO、一般社団法人日本広告業協会理事長
- 佐藤隆紀 - 歌手　ミュージカル俳優[13]